# Gladwyn Jebb
Pour les articles homonymes, voir Jebb.
Hubert Miles Gladwyn Jebb, né le 25 avril 1900 et mort le 24 octobre 1996, 1er baron Gladwyn, est un diplomate et homme politique britannique. Il est secrétaire général des Nations unies par intérim d'octobre 1945 à février 1946, puis ambassadeur du Royaume-Uni à l'ONU ainsi qu'en France.

## Biographie

### Vie privée
Issu de la gentry anglaise, il est le fils de Sydney Gladwyn Jebb, lord of the Manor de Firbeck Hall dans le Yorkshire, comté où il est juge de paix, et petit-fils du général sir Joshua Webb, KCB.
Il étudie à Eton College, avant de poursuivre ses études au Magdalen College à Oxford, où il est diplômé d'histoire.
De son épouse Cynthia Noble (1898–1990), fille de sir Saxton Noble et arrière-petite fille d'Isambard Kingdom Brunel, pionnier du chemin de fer britannique, il a eu trois enfants : un fils, Miles Jebb, 2e baron Gladwyn et deux filles, Vanessa (épouse de l'historien Hugh, baron Thomas de Swynnerton) et Stella (épouse de l'écrivain français Joël de Rosnay).
Amateur de grands crus et fin cuisinier, le baron Gladwyn est aussi un excellent chasseur et parle couramment le français et l'allemand avec de bonnes connaissances de l'italien et une solide culture gréco-latin. Ik est un ami de Cyril Connolly et Nancy Mitford.[réf. nécessaire]

### Carrière
Jebb entre au « Foreign Office (FCO) » (Affaires étrangères) en 1924 et a un premier poste à Téhéran, où il se lie d'amitié avec Harold Nicolson et Vita Sackville-West. Il poursuit sa carrière au FCO à Londres, puis à Rome. Il est ensuite secrétaire privé du bureau des services diplomatiques à Londres. Il est nommé sous-secrétaire au ministère de l'économie de guerre en août 1940 et en 1942 chef du département de la reconstruction dans ce même ministère. Il accède au rang de conseiller diplomatique en 1943, ce qui lui permet d'assister à des conférences cruciales de la Seconde Guerre mondiale, comme la conférence de Téhéran, la conférence de Yalta et la conférence de Potsdam.
Après la Seconde Guerre mondiale, il devient secrétaire exécutif de la commission préparatoire des Nations unies. En octobre 1945, il devient secrétaire général par intérim de l'Organisation des Nations unies et le demeure jusqu'à la nomination du premier secrétaire général Trygve Lie en février 1946.
De retour à Londres, Jebb devient le suppléant du secrétaire (ministre) du « Foreign Office » Ernest Bevin à la Conférence des ministres des Affaires étrangères, puis devient conseiller spécial du FCO aux Nations unies de l'automne 1946 à fin 1947. Il représente ensuite le Royaume-Uni à la commission permanente de Bruxelles aboutissant à la signature du traité de Bruxelles (1948), où il a rang d'ambassadeur plénipotentiaire. Suite son affectation à New York de 1950 à 1954 comme ambassadeur du Royaume-Uni à l'ONU, il est nommé ambassadeur à Paris jusqu'en 1960.
Déjà nommé chevalier, sir Gladwyn Jebb est créé en tant que pair héréditaire en 1960 avec titre « baron Gladwyn ». Il s'investit en politique pour le Parti libéral au parlement britannique, devenant numéro deux du parti à la Chambre des lords entre 1965 et 1988 et rapporteur aux Affaires étrangères et à la Défense. Partisan de l'Union européenne, il est membre du Parlement européen entre 1973 et 1976, dont il devient vice-président de la commission aux affaires politiques. Il est ensuite battu dans la circonscription du Suffolk en 1979.
Lorsqu'on l'interrogeait sur le motif de son adhésion au Parti libéral, il répondait que les libéraux était alors un parti sans général et qu'il était un général sans parti. Comme beaucoup de libéraux, il pensait que l'enseignement était la clef des réformes de société.
Le baron Gladwyn est enterré à l'église paroissiale de St.-Andrew proche de son siège, Bramfield Hall dans le Suffolk.

## Distinctions honorifiques
- : baron dans la pairie du Royaume-Uni (1960)
- : chevalier grand-croix dans l'ordre de Saint-Michel et Saint-Georges (1954)
- : chevalier grand-croix dans l'ordre royal de Victoria (1957)
- : compagnon dans l'ordre du Bain (1947)
- : grand-croix dans la Légion d'honneur (1957).

### Héraldique
| Élément           | Blasonnement des Webb, barons Gladwyn                                                                      | Image |
| ----------------- | --- | ----- |
| Timbre            | Couronne de baron britannique.                                                                             |       |
| Blason            | Écartelé, de sinople et d'or en 1 au faucon arborant d'argent grilleté d'or en 4 au leurre aussi d'argent. |       |
| Cimier            | |       |
| Supports          | |       |
| Circlet et devise | Circlet : ordre de Saint-Michel et Saint-Georges. (à propos du baron Gladwyn GCMG)                         |       |
| Circlet et devise | Devise : « Spe et Labore ».                                                                                |       |

## Écrits
Écrivain sur la diplomatie et de ses Mémoires :
- Is Tension Necessary ? 1959
- Peaceful Co-existence 1962
- The European Idea 1966
- Half-Way to 1984 1967
- De Gaulle's Europe, or Why the General says No 1969
- Europe after de Gaulle 1970
- The Memoirs of Lord Gladwyn 1972

Ses archives ont été déposées par son héritier, le 2e baron Gladwyn, au « Churchill Archives Center » à l'université de Cambridge depuis 1998.